# Municipio de Madison (condado de Rockingham)
El municipio de Madison (en inglés: Madison Township) es un municipio ubicado en el  condado de Rockingham en el estado estadounidense de Carolina del Norte. En el año 2010 tenía una población de 8.111 habitantes.

## Geografía
El municipio de Madison se encuentra ubicado en las coordenadas 36°24′24.49″N 79°58′59.15″O / 36.4068028, -79.9830972.